# اومال
اومال، روستایی است از توابع بخش مرکزی شهرستان نکا در استان مازندران ایران.
روستای اومال، دارای ویژگی هاییست که آن را از روستاهای اطراف متمایز میکند. یکی از این ویژگی ها تُرک زبان بودن اهالی این روستاست. 
اهالی این روستا از نوعی لحجه تُرکی ساده سازی شده استفاده میکنند که مختص خودشان است و با گذشت سالیان بسیار زیاد، هویت و اصالت مردم و این زبان حفظ شده و از نسلی به نسل دیگر منتقل میشود. 
همچنین آرامگاه این روستا دارای ظرفیت به منظور دفن اهالی سه روستای اومال،بریجان و ولجی مجله هست و آرامگاه امامزاده کیاابوالحسن در آن قرار دارد. 

## جمعیت
این روستا در دهستان پی‌رجه قرار دارد و براساس سرشماری مرکز آمار ایران در سال ۱۳۸۵، جمعیت آن ۹۵۰ نفر (۲۵۱خانوار) بوده‌است.